# Russell Means
Russell Charles Means (10. listopadu 1939, Wanblee, USA - 22. října 2012, Porcupine, USA) byl americký indiánský herec, politik a politický aktivista - bojovník za práva Indiánů. Šlo o aktivistu, který aktivně působil za práva domorodých národů nejen ve své vlasti, ale v celé Americe. Jako politik působil zejména na lokální a státní úrovni.
Pocházel z kmene Oglala Siouxů. Narodil se v indiánské rezervaci Pine Ridge v Jižní Dakotě.
V roce 1992 se poprvé objevil ve filmu Poslední Mohykán. Vydal také své vlastní
hudební CD. V roce 1995 napsal svoji autobiografickou knihu Where White Men Fear to Tread.

## Filmografie (výběr)
- 1992 Poslední Mohykán
- 1994 Takoví normální zabijáci
- 1998 Větrná řeka
- 2000 Ohnivý kruh
- 2004 Zabiju Nixona!
- 2004 Black Cloud
- 2007 Cesta bojovníka